# Ćmielów
Ćmielów este un oraș în Polonia.